# Burmah Agate
Die Burmah Agate war ein Tankschiff, das 1979 vor Galveston, Texas, explodierte.

## Geschichte und Charakteristika

### Bau und Geschichte bis 1979
Das Schiff wurde 1963 als Tankschiff auf Helling 5 der niederländischen Werft Nederlandsche Dok en Scheepsbouw Maatschappij in Amsterdam für die schwedische Reederei AB Motortank gebaut. Das Schiff hatte 30 Ladungstanks mit einem Gesamtvolumen von 72.690 m3 für Öl.
Die Schiffstaufe auf den Namen Danaland und der Stapellauf fanden am Nachmittag des 31. August 1963 statt. Taufpatin war die Ehefrau des Vorstandsvorsitzenden der Reederei, Broström. Die Ablieferung an die Reederei erfolgte, kurz vor Mitternacht, am 27. Dezember 1963. Zum Bauzeitpunkt war die Danaland das größte auf der Werft gebaute Schiff.
Im Jahr 1973 wurde das Schiff an die Central Transport Company Inc. verkauft, nach Liberia umgeflaggt und in Burmah Agate umbenannt. Im Jahr 1976 wurde der Tanker an die Reederei Allseas Maritime SA verkauft.

### Havarie 1979

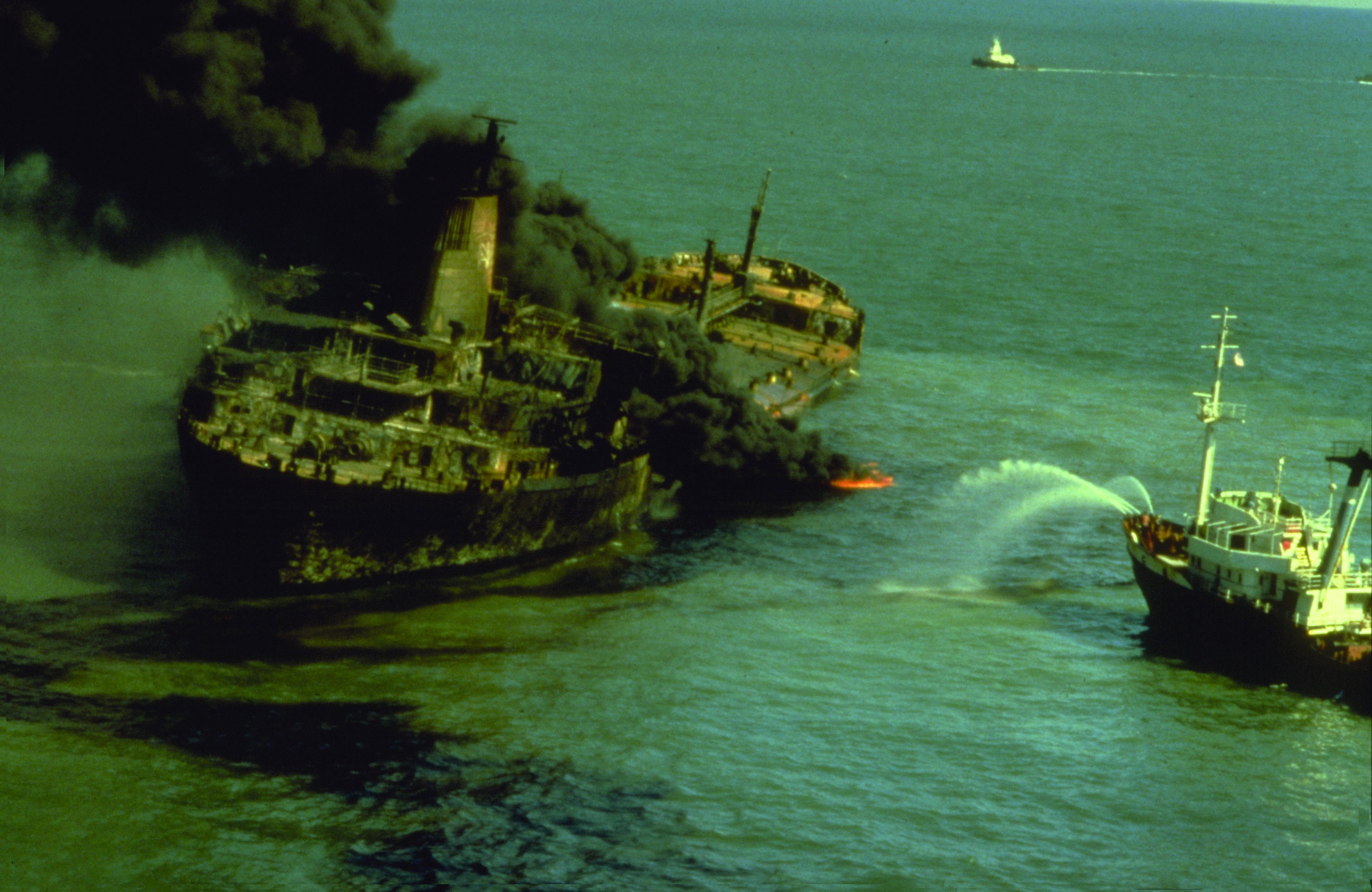
Die brennende Burmah Agate

Am 1. November 1979 lag sie bei Galveston, Texas, mit etwa 55.000 Tonnen Erdöl aus Nigeria an Bord vor Anker. Am Morgen des Tages rammte der ebenfalls unter der Fahne Liberias fahrende Frachter Mimosa die Burmah Agate und riss ein etwa 2,5 mal 4,5 Meter großes Loch in die Steuerbordseite des Rumpfs. Es ereignete sich eine Explosion, und das austretende Öl entzündete sich. Die 26-köpfige Crew der Mimosa konnte gerettet werden, doch nur 6 von 37 Mitgliedern der Crew der Burmah Agate überlebten. Etwa 8.500 Tonnen Öl wurden in die Umwelt freigesetzt, weitere 25.000 Tonnen verbrannten. Das Schiff brannte bis zum 8. Januar 1980. Es wurde am 1. Februar 1980 zu den Abwrackwerften in Brownsville geschleppt und verschrottet.